# Фернандо Рей
Фернандо Рей (на испански: Fernando Rey), псевдоним на Фернандо Касадо Арамбийет, е испански актьор.

## Биография
Роден е на 20 септември 1917 година в Ла Коруня в семейството на корабен капитан. Следва архитектура, но напуска университета, заради началото на Гражданската война през 1936 година, след което започва да играе в епизодични роли в киното. През следващите години работи и в театъра, радиото и телевизията. Придобива международна известност през 60-те и 70-те години с участието си в няколко филма на режисьора Луис Бунюел, сред които „Тристана“ („Tristana“, 1970), „Дискретният чар на буржоазията“ („Le Charme discret de la bourgeoisie“, 1972) и „Този неясен обект на желанието“ („Cet obscur objet du désir“, 1977).
Фернандо Рей умира на 9 март 1994 година в Мадрид.

## Избрана филмография
| Година | Филм                           | Оригинално заглавие                 | Роля                           | Режисьор                    |
| ------ | ------------------------------ | ----------------------------------- | ------------------------------ | --------------------------- |
| 1958   | Перли на лунна светлина        | Les bijoutiers du claire de lune    | Тио                            | Роже Вадим                  |
| 1959   | Последните дни на Помпей       | Gli ultimi giorni di Pompei         | Абрасес                        | Марио Бонард / Серджо Леоне |
| 1961   | Виридиана                      | Viridiana                           | Дон Хайме                      | Луис Бунюел                 |
| 1965   | Камбани в полунощ              | Chimes at Midnight                  | Граф Уорчестър                 | Орсън Уелс                  |
| 1970   | Тристана                       | Tristana                            | Дон Лопе                       | Луис Бунюел                 |
| 1971   | Френска връзка                 | The French Connection               | Ален Шарние                    | Уилям Фридкин               |
| 1972   | Дискретният чар на буржоазията | Le charme discret de la bourgeoisie | Дон Рафаел Акоста              | Луис Бунюел                 |
| 1976   | Татарската пустиня             | Il deserto dei Tartari              | подполковник Натансон          | Валерио Дзурлини            |
| 1977   | Исус от Назарет                | Le charme discret de la bourgeoisie | Каспар, един от тримата влъхви | Франко Дзефирели            |
| 1977   | Този неясен обект на желанието | Cet obscur objet du désir           | Матей                          | Луис Бунюел                 |
| 1980   | Кабобланко                     | Caboblanco                          | Полицейски капитан Тередо      | Джей Лий Томпсън            |